# Maik Landsmann
Maik Landsmann (Erfurt, Turíngia, 25 d'octubre de 1967) és un ciclista alemany, ja retirat, que competí per la República Democràtica Alemanya. Els seus èxits els aconseguí en la contrarellotge per equips, entre les quals destaca l'or als Jocs Olímpics de Seül i el Campionats del món de 1989. A diferència de la majoria dels campions d'Alemanya de l'Est, Maik Landsmann no va voler passar al professionalisme i es va mantenir coma a amateur fins al final de la seva carrera, el 1996.

## Palmarès
- 1986
  - Campió de la RDA en Contrarellotge per equips
- 1988
  -  Medalla d'or als Jocs Olímpics de Seül en Contrarellotge per equips, (Jan Schur, Uwe Ampler i Mario Kummer)
- 1989
  -  Campió del món en contrarellotge per equips (amb Falk Boden, Mario Kummer i Jan Schur)
  - Vencedor de 2 etapes de la Volta a Àustria
- 1990
  - Vencedor d'una etapa de la Volta a Àustria
- 1993
  - Vencedor d'una etapa de la Volta a Àustria